# Верхній Ципікан
Верхній Ципікан (рос. Верхний Ципикан) — селище Баунтовського евенкійського району, Бурятії Росії. Входить до складу Сільського поселення Ципіканське.
Населення — ненаселене (2015 рік).